# Biblia Hebraica de Kittel
A Biblia Hebraica de Kittel (abreviação BHK) é uma edição crítica do cânon judaico da Bíblia Hebraica (ou Antigo Testamento, para os cristãos), editada pelo hebraísta Rudolf Kittel em 3 edições. A BHK foi sucedida pela 4ª edição com o aparato crítico completamente refeito, que recebeu o nome de Biblia Hebraica Stuttgartensia (BHS), para distingui-la das edições anteriores da BHK.

## História
O hebraísta Rudolf Kittel publicou na Alemanha, duas edições de Bíblia Hebraica, sendo a primeira em 1906 e a segunda com pequenas revisões em 1913.
A segunda edição tem sido reimpressa diversas vezes. Ambas as edições reproduziram o texto hebraico, editado por Mikraot Gedolot e publicado por Daniel Bomberg em Veneza, no ano de 1524.

## Características das edições
Estas edições não incluíram as notas massoréticas, embora a edição do Bomberg as tivessem. Sua característica principal são suas notas de rodapé que gravam correções possíveis ao texto hebraico.
São também baseadas no Pentateuco Samaritano e em traduções conceituadas da Bíblia, como a Septuaginta, Vulgata e Peshitta. Assim, usou-se o texto geralmente aceito e preparado por Jacob ben Chayyim como base.
Mais tarde, quando tornaram-se disponíveis os textos massoréticos de Ben Asher, como o do Códice de Leningrado, textos que são bem mais antigos e superiores, sendo padronizados por volta do século XX, Kittel passou produzir uma terceira edição da Bíblia Hebraica, que teve um texto hebraico ligeiramente diferente e algumas notas de rodapé completamente revisadas. Esta obra foi concluída por seus associados, após a sua morte. Foi a primeira vez que uma Bíblia reproduziu o texto do Códice de Leningrado. Os créditos pela ideia de usar o códice, cabem a Paul Kahle.
Esta revisão apareceu nas edições, de 1929 a 1937, sendo que a primeira edição em um só volume foi em 1937. Depois disso foi reimpresso muitas vezes, incluindo as mais antigas edições que gravam variantes no livro de Isaías e do livro de Habacuque nos Pergaminhos do Mar Morto. Reproduz exatamente as notas massoréticas do códice, sem as editar. Quanto à referência, a Bíblia Hebraica de Kittel é geralmente abreviado BH, ou BHK (K para Kittel). Quanto a edições específicas para consultas, usa-se BH1, BH2 e BH3.